# Sebessalgó
Sebessalgó (szlovákul: Šalgovik) Eperjes városrésze Szlovákiában, az Eperjesi kerület Eperjesi járásában.

## Fekvése
Eperjes központjától 3 km-re keletre fekszik.

## Története
Fényes Elek 1851-ben kiadott geográfiai szótárában így ír a faluról: „Salgó, tót falu, Sáros vgyében, Eperjeshez keletre 1/2 mfd., 219 kath. lak. F. u. a Péchy nemz.”
A trianoni diktátumig Sáros vármegye Eperjesi járásához tartozott.

## Népessége
1910-ben 233, túlnyomórészt szlovák anyanyelvű lakosa volt.

## Nevezetességei
- Xavéri Szent Ferenc tiszteletére szentelt római katolikus temploma a 18. században épült.

## Külső hivatkozások
- Sebessalgó Szlovákia térképén

## Lásd még
- Eperjes
- Alsósebes
- Németsóvár
- Sebeskellemes
- Sóbánya
- Tótsóvár